# EA-4056
EA-4056   é um agente químico sintético de formulação C31H52Br2N6O4. É um potente agente nervoso, podendo matar com algumas centenas de microgramas. É consideravelmente persistente em ambientes fechados e não úmidos, podendo persistir de forma similar ao agente lacrimogênio CS.é pelo menos 2 vezes mais tóxico que VX e possui uma ação muito mais rápida.  